# گیاه‌پارچ لب‌تخت
گیاه‌پارچ لب‌تخت (نام علمی: Nepenthes platychila)، یک گونه از سرده گیاه‌پارچ‌ها و بومی کوه‌های هوس (Hose Mountains) در مرکز ساراواک است. نام گیاه از یونانی به معنای لب صاف گرفته شده است. گیاه‌پارچ به‌خاطر دهانه صاف و پارچ‌های بالایی قیفی شکلش قابل توجه است. گیاه‌پارچ لب‌تخت متعلق به «هم‌تافت گیاه‌پارچ والا» است که به‌طور ضعیف تعریف شده است، که همچنین شامل گونه‌های دیگر، گیاه‌پارچ بوشیانا، گیاه‌پارچ چانیانا، گیاه‌پارچ هوازی، گیاه‌پارچ آیما، گیاه‌پارچ فیضل، گیاه‌پارچ تیره، گیاه‌پارچ کلوسی، گیاه‌پارچ والا، گیاه‌پارچ باریک‌برگ و گیاه‌پارچ ووگلی می‌شود.
گیاه‌پارچ لب‌تخت در گزارشی در سال ۲۰۲ در مورد گیاه‌پارچ‌های کوه هوس با نام نگهدارنده مکان گیاه‌پارچ گونه «بی» گنجانده شد. «ب».

## دورگه‌های طبیعی
گیاه‌پارچ تیره × گیاه‌پارچ لب‌تخت